# Germano-Namibiens
Les Germano-Namibiens ou Namibiens allemands (allemand : Deutschnamibier) sont des populations descendant de colons ethniques allemands qui se sont installés dans le Sud-Ouest africain, l'actuelle Namibie. En 1883, le commerçant allemand Adolf Lüderitz acheta ce qui allait devenir la côte sud de la Namibie à Josef Frederiks II, un chef du peuple Oorlam, et fonda la ville de Lüderitz. Le gouvernement allemand, désireux d'acquérir des possessions outre-mer, annexa le territoire peu de temps après, le proclamant Sud-Ouest africain allemand (allemand : Deutsch-Südwestafrika). Un petit nombre d'Allemands y ont ensuite immigré, beaucoup d'entre eux étant venus comme soldats (allemand : Schutztruppe), commerçants, fonctionnaires coloniaux ou mineurs de diamants. En 1915, au cours de la Première Guerre mondiale, l'Empire allemand perdit ses possessions coloniales, y compris le Sud-Ouest africain. Après la guerre, l'ancienne colonie fut administrée en tant que mandat sud-africain. Près de la moitié des colons allemands ont été autorisés à rester. Jusqu'à l'indépendance en 1990, l'allemand est resté la langue officielle aux côtés de l'afrikaans et de l'anglais.

## Langue

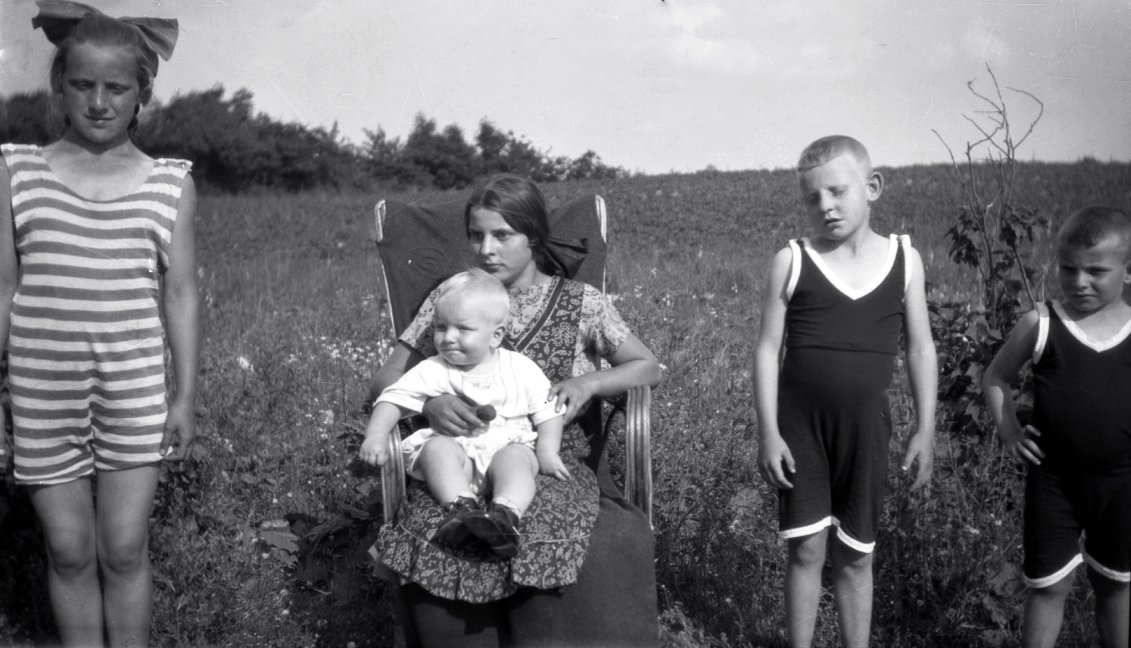
Une famille allemande à Keetmanshoop, en 1926.

Aujourd'hui, l'anglais est la seule langue officielle de la Nambie, mais environ 30 000 Namibiens allemands (environ 2% de la population totale du pays) et peut-être 15 000 Namibiens noirs (dont beaucoup sont revenus d'Allemagne de l'Est après l'indépendance de la Namibie) parlent encore respectivement l'allemand ou le küchendeutsch. Toutefois, le nombre de Namibiens allemands, plutôt que celui des Namibiens parlant allemand, est incertain. De nombreux Namibiens d’origine allemande parlent encore l'allemand et préfèrent être classés comme Allemands de Namibie plutôt que comme Afrikaners.
Les Namibiens allemands conservent une culture allemande à part entière en Namibie, avec des écoles, des églises et des stations de radio en allemand. La télévision, la musique et les livres en provenance d’Allemagne sont très populaires dans la communauté. Les jeunes Namibiens d'origine allemande fréquentent souvent l'université ou l'école technique en Allemagne. Et ce, malgré le fait que dans la plupart des régions et à Windhoek, la langue véhiculaire la plus répandue est l’afrikaans, tandis que l’anglais est désormais souvent la seule langue utilisée dans de nombreux autres domaines tels que le gouvernement ou sur les panneaux publics et les emballages de produits. Contrairement à l’Afrique du Sud, les Namibiens allemands n’ont pas été absorbés par les communautés plus larges parlant afrikaans et anglais. Cependant, pratiquement tous les Namibiens allemands parlent couramment l’afrikaans et connaissent l’anglais ou le parlent couramment.

## Histoire de la colonisation allemande

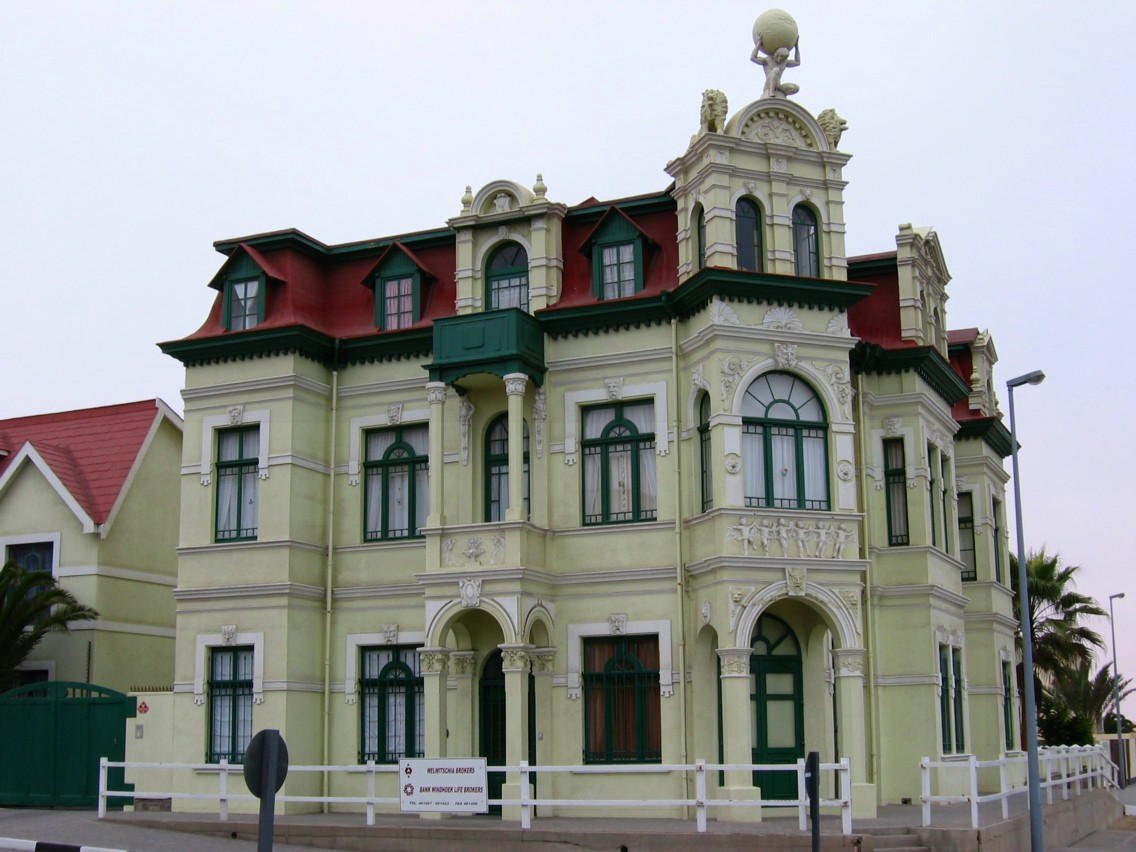
Maison Hohenzollern à Swakopmund, dans la région d'Erongo, en Namibie.

Les premiers Allemands en Namibie étaient des missionnaires, envoyés d'abord par la Société missionnaire de Londres, puis plus tard également par la Société missionnaire rhénane. Les deux institutions travaillèrent en étroite collaboration vers la fin du XVIIIe siècle, car la Société missionnaire rhénane n'avait pas encore d'installations établies en Afrique australe. À partir de 1805, les frères Albrecht, suivis par un certain nombre d'autres missionnaires, s'installèrent dans le Sud-Ouest africain. Ils se sont engagés dans un travail culturel, mais ont également jeté les bases de la colonisation ultérieure.
Plus tard, des commerçants arrivèrent et, après le débarquement du navire Tilly dans la baie de Lüderitz en 1883, un nombre croissant de fonctionnaires, de colons, d'ouvriers et de soldats allemands arrivèrent. Après que le Sud-Ouest africain fut officiellement déclarée colonie allemande en 1884 et reconnue par le Royaume-Uni, un nombre croissant de migrants arrivèrent d'Allemagne. Ce flux migratoire a atteint son apogée lors des premières découvertes de diamants à Lüderitz.
Les migrations ont stagné après la fin de la Première Guerre mondiale, lorsque l'Empire allemand a perdu toute souveraineté sur ses colonies par le traité de Versailles. La gouvernance du Sud-Ouest africain allemand a été transférée à l’Union d'Afrique du Sud, alors un dominion britannique, par la Société des Nations. Au cours de la « sud-africanisation » du Sud-Ouest africain allemand, environ la moitié des 15 000 résidents allemands restants furent déportés et leurs fermes furent remises aux Sud-Africains. Cette politique dite de « dégermanisation » n'a changé qu'après l'accord de Londres du 23 octobre 1923, selon lequel les Allemands restants ont obtenu la citoyenneté britannique. L'immigration allemande ainsi que la diffusion de la langue allemande furent également expressément encouragées. Au total, 3 200 Allemands ont saisi l'opportunité d'acquérir la nationalité.
Au début de la Seconde Guerre mondiale, l'Union d'Afrique du Sud s'est alignée sur le Royaume-Uni par une faible majorité et, le 6 septembre 1939, elle a officiellement déclaré la guerre à l'Allemagne et à l'Axe. En 1939, les personnes d'origine allemande du Sud-Ouest africain furent assignées à résidence ou assignées à résidence dans des fermes, puis transférées en 1940 en Afrique du Sud pour être internées dans des camps, où elles resteront jusqu'en 1946. À partir de 1942, leur citoyenneté britannique, accordée en 1923, leur fut révoquée.
La politique d’apartheid de l’Afrique du Sud a fait l’objet de critiques croissantes et a conduit à la fondation et au renforcement du mouvement de résistance noir, notamment dans le Sud-Ouest africain. À cette époque, les relations entre le gouvernement sud-africain et la population allemande se réchauffaient, ce qui conduisait à une augmentation de l'immigration en provenance d'Allemagne, perçue plus favorablement.

## Communautés
La plupart des Namibiens allemands actuels sont des descendants d'agriculteurs, de fonctionnaires, d'artisans et de parents des Schutztruppe (troupes de protection) ainsi que des descendants des vagues migratoires qui ont suivi les deux guerres mondiales. Depuis 1980 environ, l'augmentation du tourisme a entraîné une augmentation du nombre de propriétaires de maisons de vacances et de retraite chez les Allemands. Aujourd'hui, de nombreux Allemands en Namibie sont des petits et moyens entrepreneurs.
De nombreux germanophones vivent dans la capitale, Windhoek, et dans des villes plus petites comme Swakopmund, Lüderitz et Otjiwarongo, où l'architecture allemande est également très visible. De nombreux Namibiens allemands occupent des postes importants dans les affaires, l'agriculture, le tourisme ou en tant que fonctionnaires gouvernementaux. Par exemple, le premier maire de Windhoek après l’indépendance, Björn von Finckenstein, est un Namibien allemand. Les intérêts de la communauté sont fréquemment exprimés dans le seul quotidien de langue allemande d'Afrique, Die Allgemeine Zeitung. Le Goethe Institut de Windhoek mène des actions de lobbying au nom de la communauté allemande. L’héritage de la colonisation allemande en Namibie est également visible dans l'Église luthérienne, qui est la plus grande confession religieuse du pays.
De nombreux noms de lieux en Namibie portent des noms d’origine allemande. La route principale de la capitale, Windhoek, a conservé le nom de Kaiserstrasse (« rue de l'Empereur ») jusqu'à l'indépendance de la Namibie en 1990.

## Déclin
Le pourcentage de la population de la Namibie issue d'Allemands a diminué récemment, suscitant des spéculations selon lesquelles le nombre total de Namibiens allemands est en baisse. La baisse du pourcentage de Namibiens allemands est principalement due à leur faible taux de natalité et au fait que d'autres groupes ethniques namibiens ont des taux de natalité plus élevés et des familles plus nombreuses. Contrairement à d’autres groupes blancs d’Afrique australe, l’émigration vers l’Europe, l’Australie ou l’Amérique du Nord n’est pas courante. Les Namibiens allemands ont plutôt tendance à émigrer vers l’Afrique du Sud.
Selon le recensement de 2001, seulement 1,1 % de tous les ménages namibiens utilisent l'allemand comme langue maternelle (3 654 ménages), ce qui est bien moins que pour l'afrikaans (39 481 ou 11,4 %) ou l'anglais (6 522 ou 1,9 %).
Selon le recensement de 2011, 0,9 % de tous les ménages namibiens utilisaient l'allemand comme langue maternelle (4 359 ménages), contre 10,4 % utilisant l'afrikaans (48 238) et 3,4 % utilisant l'anglais (15 912). L'allemand n'est parlé que par 0,3 % des Namibiens ruraux, contre 1,7 % des Namibiens urbains. La concentration maximale se trouve à Erongo (2,8 %), Khomas (2,6 %) et Otjozondjupa (1,4 %).

## Éducation
La Deutsche Höhere Privatschule Windhoek, une école internationale allemande, se trouve dans la capitale du pays, Windhoek. L'actuel ministre namibien de l'Agriculture Calle Schlettwein y a été scolarisé.

## Liste des Germano-Namibiens notables
- Dieter Aschenborn (1915-2002), peintre
- Uli Aschenborn (né en 1947), peintre animalier namibien d'origine sud-africaine
- Chris Badenhorst (né en 1965), ancien joueur de rugby à XV des Springboks né en Afrique du Sud-Ouest
- Beate Baumgartner (née en 1983), chanteuse autrichienne d'origine namibienne
- Monica Dahl (née en 1975), nageuse
- Klaus Dierks (1936–2005), ministre du gouvernement
- Till Drobisch (né en 1993), coureur cycliste sur route
- Kerstin Gressmann (née en 1994), joueuse de tennis
- Otto Herrigel (1937–2013), avocat, homme d'affaires et homme politique
- Erik Hoffmann (né en 1981), coureur cycliste sur route
- Adolph Jentsch (1888-1977), artiste du Sud-Ouest africain
- Friedrich Wilhelm Kegel (décédé en 1948), homme d'affaires d'Afrique du Sud-Ouest
- Ingeborg Körner (née en 1929), actrice allemande d'origine sud-ouest africaine
- Richard Kunzmann (né en 1976), romancier
- Bradley Langenhoven (né en 1983), joueur de rugby à XV
- Jörg Lindemeier (né en 1968), nageur
- Anton Lubowski (1952-1989), militant anti-apartheid d'Afrique du Sud-Ouest
- Henning Melber (né en 1950), militant politique
- Oliver Risser (né en 1980), footballeur
- Wilko Risser (né en 1982), footballeur germano-namibien
- Friedhelm Sack (né en 1956), tireur sportif
- Wolfgang Schenck (1913–2010), as de l'aviation allemande de la Seconde Guerre mondiale, né en Afrique du Sud-Ouest
- Calle Schlettwein (né en 1954), homme politique et actuel ministre des Finances
- Bernard Scholtz (né en 1990), joueur de cricket
- Nicolaas Scholtz (né en 1986), joueur de cricket
- Phillip Seidler (né en 1998), nageur
- EES (Eric Sell, né en 1983), rappeur
- Hans Erik Staby (1935-2009), homme politique et architecte
- Manfred Starke (né en 1991), footballeur
- Sandra Starke (née en 1993), footballeuse allemande d'origine namibienne
- Gerhard Tötemeyer (né en 1935), professeur et ancien homme politique namibien
- Raimar von Hase (né en 1948), agriculteur et dirigeant du syndicat agricole de Namibie
- Günther von Hundelshausen (né en 1980), footballeur
- Hellmut von Leipzig (1921-2016), namibien-allemand, récipiendaire de la Croix de chevalier de la Croix de fer pendant la Seconde Guerre mondiale
- Anoeschka von Meck (née en 1967), auteure de langue afrikaans
- Anton von Wietersheim (né en 1951), homme politique